# ジョルダン・イココ
ジョルダン・イココ（Jordan Ikoko 、1994年2月3日 - ）は、フランス・ロワレ県モンテルー出身のプロサッカー選手。コンゴ民主共和国代表。パフォスFC所属。ポジションは、ディフェンダー。

## クラブ経歴

### PSG
2013年8月16日、レンタル先のリーグ・ドゥ・USクレテイユ＝リュシタノでプロデビュー。1週間後のFCイストル戦で初スタメン&フル出場。
2014年7月15日、リーグ・ドゥのル・アーヴルACにレンタル移籍。
2015年7月23日、リーグ・ドゥのRCランスにレンタル移籍。

### ギャンガン
2016年6月19日、EAギャンガンと3年契約を結んだ。

### ルドゴレツ
2019年6月16日、PFCルドゴレツ・ラズグラドに移籍した。

## 代表歴
イココ自身はフランス生まれだが、両親がコンゴ民主共和国出身のため、二つの代表を選択する権利を有していた。年代別代表ではフランスを選択していたが、A代表ではコンゴ民主共和国に変更した。2017年1月5日のカメルーン戦でA代表デビュー。アフリカネイションズカップ2017のメンバーにも選ばれ、コートジボワール戦に出場した。